# Amphilestes broderipii
Amphilestes broderipii és una espècie de mamífer triconodont extint que visqué durant el Juràssic mitjà. Se'l coneix a partir de diverses restes dentals i mandibulars descobertes als esquistos d'Oxfordshire, al Regne Unit. Es tracta de l'única espècie del gènere Amphilestes.
La fórmula dental és 4:1:4:5.